# 永都郡
永都郡，中国古代的郡。北周改武都郡置，治所在将利县（今甘肃省陇南市东南）。辖境约当今陇南市一带。隋朝开皇三年（583年）废。